# Синюха (приток Сейки)
Синюха — река в России, протекает по Чойскому району Республики Алтай. Устье реки находится в 1 км по левому берегу реки Сейка. Длина реки составляет 4 км, площадь водосборного бассейна — 10 км².

## Данные водного реестра
По данным государственного водного реестра России относится к Верхнеобскому бассейновому округу, водохозяйственный участок реки — Бия, речной подбассейн реки — Бия и Катунь. Речной бассейн реки — (Верхняя) Обь до впадения Иртыша.